# Långtjärnen (Jokkmokks socken, Lappland, 739850-166835)
Långtjärnen är en sjö i Jokkmokks kommun i Lappland och ingår i Luleälvens huvudavrinningsområde.